# Prîvillea, Kalanceak
Prîvillea (în ucraineană Привілля) este localitatea de reședință a comunei Prîvillea din raionul Kalanceak, regiunea Herson, Ucraina.

## Demografie
Componența lingvistică a localității Prîvillea
     Ucraineană (93,12%)
     Rusă (4,36%)
     Belarusă (1,15%)
Conform recensământului din 2001, majoritatea populației localității Prîvillea era vorbitoare de ucraineană (93,12%), existând în minoritate și vorbitori de rusă (4,36%) și belarusă (1,15%).